# 大運河の景観
『大運河の景観』（だいうんがのけいかん、フランス語: Panorama du Grand Canal pris d'un bateau）は、アレクサンドル・プロミオが監督し、1896年に制作されたフランスの映画。リュミエール・カタログ no. 295。

## 内容
カメラは、ゴンドラに載せられているが、その船体は映っていない。見えるのは、ヴェネツィアの大運河とそれに面した建物、そして頻繁に行き交う船だけである。

## 背景
アレクサンドル・プロミオは、ルイ・リュミエールによって訓練されたオペレーターのひとりとして、リュミエール協会によって1896年から世界各地へ派遣され、リュミエール兄弟が「印象のフィルム・リール (les bobineaux de pellicule impressionnés)」と称した活動写真を持ち帰った。
1896年10月25日、ヴェネツィアにいたプロミオは、大運河を進むゴンドラから景色を撮映するというアイデアを思いついた。リュミエール兄弟は気難しい上司であり、プロミオはまず、画面の安定のためにルイ・リュミエールが公式に推奨していた事項のいずれにも従っていなかったこの独創的な撮映に許可を求める電報を送った。これには好意的な返事が来て、プロミオは、しばしば映画史上初めてとされる、水平方向の移動撮映をおこなった。リュミエール兄弟はこの効果を「パノラマ・リュミエール (Panorama Lumière)」と名付け、ジャーナリストや一般の観衆の間で大成功を収めた。